# Ogo
Pour l’article homonyme, voir Orbiting Geophysical Observatory.
Ogo est un village du Sénégal oriental, situé à proximité du fleuve Sénégal, fondé en 1675 par Amadou Tacko Djiélia LY. C'est le chef-lieu de la commune de Ogo et de l'arrondissement de Ogo, dans le département de Matam et la région de Matam.
Lors du dernier recensement, la localité comptait 7 715 habitants et 781 ménages.

## Géographie
Le ville d’Ogo est limitée au nord par la commune d’Ourossogui, au sud par le village de Sinthiou Garba, à l’Est par le village de Diandioly et à l’ouest par le village de Galoyabé.
Depuis le 29 juin 2014, Ogo est devenu le chef-lieu de la commune d’Ogo, elle couvre une superficie de 2685,6 km2 représentant 70 % de la superficie de l’arrondissement d'Ogo et 46 % de celle du département. La commune d'Ogo regroupe 46 villages et compte une population de 31412 habitants, soit une densité de 11 habitants au km2. Le fleuve Sénégal borde cette commune sur 15 km environ au nord.

## Enseignement
Le ville d'Ogo compte dans l’ensemble cinq (5) établissements scolaires répartis comme suit :
Une case des tout-petits :
Elle est créée en 2005 ; actuellement, elle compte 54 élèves dont 28 filles.
Elle prend en compte les enfants de 3 ans jusqu’à 5 ans répartis en trois sections : petite,  moyenne, et grande section. Les enfants de cet âge y apprennent plusieurs activités éducatives et ludiques. La case des tout-petits d’Ogo compte deux enseignants et une femme de charge. L’actuel directeur s’appelle M. Sylla.
L’école 1 d'Ogo
Cette école est nommée école Amadou Taco djélia Ly. Elle est créée depuis l’indépendance du Sénégal en 1960, elle est la première école d'Ogo. Tous les cadres actuels du village y ont fait leurs premiers pas scolaires.
Actuellement, l’école 1 d'Ogo compte 12 classes avec un effectif global de 525 élèves dont 313 filles. Elle compte aussi 15 enseignants dont deux maitres d’arabe et la directrice. La directrice de l’école 1 s’appelle Néné Gallé Ndiaye. Bien qu’elle fût la première école d’Ogo et malgré ses brillants résultats dans les différents examens nationaux, elle nage aujourd’hui sur plusieurs difficultés notamment la clôture de l’école, ses portes et un manque de tables bancs.
L’école 2 d'Ogo :
Elle est créée depuis octobre 2004. Elle se situe au sud d’Ogo en bordure de route nationale 2. Elle compte 7 cours avec un effectif global de 325 élèves dont 210 filles. Elle dispose de 8 enseignants dont un maitre d’arabe.
L’école de Doppéré :
L’école de Doppéré dans un des hameaux d’Ogo (Doppéré) au nord, elle est en octobre 2006. Son directeur s’appelle M. Diédhiou. Elle compte 6 cours et 5 enseignants avec un effectif global de 125 élèves. En 2012, cette école a eu 100 % au résultat du CFEE (certificat de fin d’étude élémentaire).
Le lycée d'Ogo :
En octobre 2004, Ogo obtient son premier collège mais avec l’accroissement de l’effectif, un lycée est créé en octobre 2011 qui fusionne avec le collège sur deux sites au nord et au sud d'Ogo. Actuellement, ce lycée compte 570 élèves avec 13 classes physiques dont une salle de cyber en projet avec la coopération de l’ADEVO (association pour le développement de Ogo). Le lycée d’Ogo compte aujourd’hui 23 professeurs.
Une école franco-arabe :
Par ailleurs, Ogo dispose d’une école franco-arabe qui se situe entre le quartier Sebbé et celui de Halaybé. Cette école dispense des cours d’arabe et de coran à plusieurs enfants du village. Elle compte un effectif de 231 élèves et est créée depuis plusieurs années mais les cours se dispensaient dans une maison, c’est en octobre 2015 que cette école dispose de trois salles de classe. Elle compte aussi trois enseignants. Le directeur de cette école s’appelle Hamady Mody sy.
Ogo dispose aussi de daarhas où on enseigne le coran et l’éducation religieuse.

## Économie

### Élevage
Le ville  d’Ogo possède un potentiel pastoral considérable qui lui confère une vocation de zone d’élevage par excellence. Le cheptel ogolais est réparti dans tout le village, dans ses différentes zones écologiques.
Le diéri qui est la zone de grands espaces riches en pâturages herbacés et aériens, constitue la zone d’élevage extensif mais aussi la zone de refuge du bétail pendant la saison sèche. Presque tous les Ogolais pratiquent l’élevage surtout de type extensif, traditionnel. Le cheptel ogolais est composé d’ovins, de bovins, de caprins, d’ânes, de chevaux, de volaille qui est aussi présente dans beaucoup de maisons destinée en général à la consommation.

### Agriculture
Ogo est aussi un village  agricole. Plusieurs Ogolais pratiquent cette activité surtout durant la saison des pluies. On y cultive les cultures de mil, maïs, sorgho, niébé destiné surtout à la consommation des populations. On y cultive actuellement  la culture de légumes surtout en hiver à partir du mois de décembre, ceci est facilité par la présence d’un forage qui alimente tout le village en eau potable moyennant le paiement de 200 F par mètre cube. Il y a aussi au nord–est de Ogo la présence d’un domaine agricole financé par des ONG qui y cultivent toute l’année des cultures alternées de maïs, de pastèques, d’oignons, etc. qui sont destinés à la vente dans le village et surtout en dehors d’Ogo.
Plusieurs Ogolais y possèdent  de parcelles leur permettant de s’adonner à cette activité toute l’année.  Par ailleurs, Ogo se situe dans la zone écologique du Walo ce qui aide les populations à pratiquer l’agriculture en dehors de l’hivernage  en cultivant le sorgho. Le Walo est une zone à vocation agricole où l’on peut pratiquer l’intégration agriculture / élevage ce qui lui fait une zone  propice à l’intensification des produits animaux.

### Pêche
Cette activité est presque inexistante à Ogo car étant un peu éloignés du fleuve Sénégal (15 km), les Ogolais consomment des produits halieutiques venant souvent de la région de Saint-Louis. Cependant, pendant l’hivernage avec le remplissage des marigots du village, les Ogolais y pratiquent souvent une pêche artisanale pour la consommation.

## Santé
Le village d’Ogo demeure assez mal desservi en infrastructure de santé. Cette situation est peut-être liée à la proximité de Ogo avec Matam  à 13 km et Ourossogui à 7 km qui abritent respectivement un centre de santé et un hôpital. Ogo cependant dispose d’un centre de santé avec un ICP (infirmier chef de poste) et une sage-femme en service, d’une ambulance octroyée par l’ensemble des fils vivant à Ogo et dans la diaspora.